# Cyryl Kolago

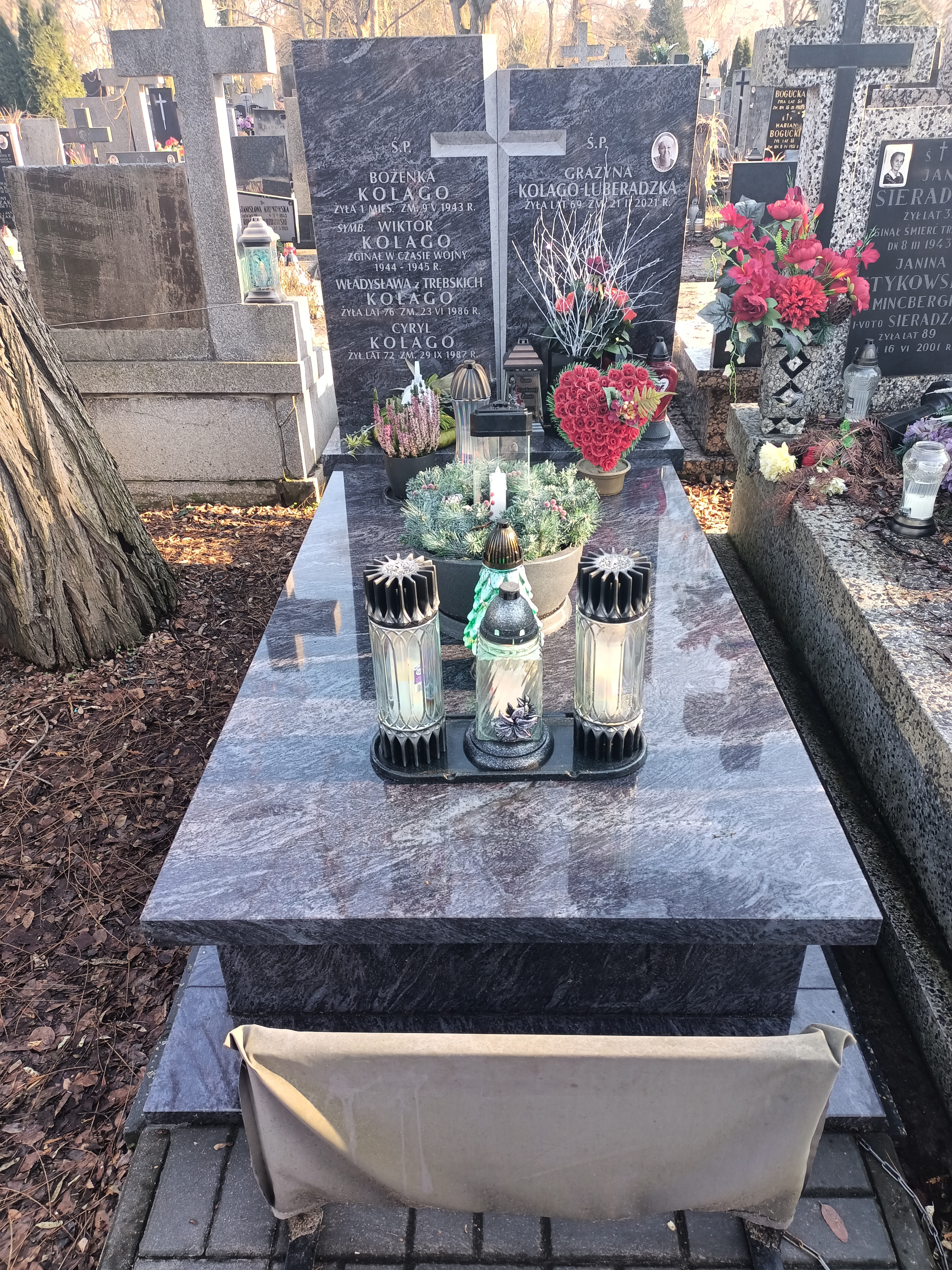
Grób Cyryla Kolago na Cmentarzu Bródnowskim w Warszawie

Cyryl Kolago (ur. 23 marca 1915 w Wilnie, zm. 29 września 1987 w Warszawie) – polski geolog, specjalista hydrogeolog.

## Życiorys
W latach 1933–1938 studiował na Wydziale Matematyczno-Przyrodniczym Uniwersytetu Warszawskiego.
W czasie kampanii wrześniowej uczestniczył w obronie Warszawy. Podczas okupacji walczył w szeregach Armii Krajowej w okolicach Spały. W latach 1941–1945 pracował jako geolog w kamieniołomach koło Tomaszowa Mazowieckiego.
Po wojnie zainteresował się wodami leczniczymi. W okresie 1945–1951 pracował w Ministerstwie Zdrowia, zajmując się problematyką uzdrowiskową. Zajął się przy tym geomedycyną, dziedziną z pogranicza nauk geologiczno-geograficznych i nauk medycznych. Ogłosił kilka prac z tego zakresu, z których najważniejszą była praca doktorska z 1951, poświęcona geografii i przyczynom występowania wola.
W 1951 rozpoczął pracę w Państwowym Instytucie Geologicznym. Na początku zajmował się przydatnością wód mineralnych dla potrzeb lecznictwa. Jego prace dotyczyły klasyfikacji wód mineralnych, geografii polskich uzdrowisk, geologicznych regionów wód mineralnych oraz kartograficznego przedstawiania występowania tych wód. Był współautorem 4-planszowej mapy wód mineralnych Polski.
W 1955 opracował koncepcję i metodykę sporządzenia Przeglądowej mapy hydrogeologicznej Polski 1:300 000, a następnie pokierował jej wykonaniem i redakcją. Całą mapę ukończono do 1963. Za mapę tę przyznano w 1964 zespołową Nagrodę Państwową II Stopnia. W międzyczasie Cyryl Kolago przygotował z zespołem założenia Szczegółowej mapy hydrogeologicznej 1:50 000. Sporządzono kilka arkuszy tej mapy, w tym opracowany osobiście przez Cyryla Kolago pierwszy arkusz Legionowo. Wykonanie całości tej mapy jednak zarzucono, gdyż zastąpiono ją innymi opracowaniami hydrogeologicznymi, wykonywanymi poza Instytutem.
Na początku lat 70. XX wieku Cyryl Kolago rozpoczął przygotowania do sporządzenia Mapy hydrogeologicznej Polski 1:200 000. Kolago stworzył jej koncepcję, wykonał próbne arkusze i koordynował realizację całości, redagując osobiście wiele arkuszy.
Z ramienia Instytutu współpracował z Międzynarodową Asocjacją Hydrogeologów i Międzynarodową Asocjacją Hydrologów. Wykonał wówczas dwa arkusze Hydrogeologicznej mapy Europy 1:1500 000 i współpracował w opracowaniu Mapy odpływu podziemnego Europy Środkowej i Wschodniej 1:1500 000.
Był członkiem wielu ciał kolegialnych, rad naukowych, doradcą i konsultantem różnych instytucji. Sprawował funkcje przewodniczącego Stołecznej Komisji Geologicznej, członka Komitetu Gospodarki Wodnej PAN i członka Komisji Dokumentacji Hydrogeologicznych Ministerstwa Ochrony Środowiska i Zasobów Naturalnych oraz członkiem Polskiego Towarzystwa Geologicznego. Przez wiele lat uczył w Technikum Geologicznym w Warszawie, a od 1977 wykładał hydrogeologię regionalną Polski i świata na Uniwersytecie Wrocławskim.
Został pochowany na cmentarzu Bródnowskim (kwatera 24B-6-4).

## Publikacje
Opublikował ponad 100 artykułów i wiele map hydrogeologicznych.

## Odznaczenia i nagrody
Odznaczony był Krzyżem Kawalerskim Orderu Odrodzenia Polski i innymi odznaczeniami państwowymi, wyróżnieniami i nagrodami.